# Gennerhorn
Das Gennerhorn ist ein 1735 m ü. A. hoher Berg in der Osterhorngruppe der Salzkammergut-Berge im Norden des Bundeslandes Salzburg (Bezirk Salzburg-Umgebung). Zusammen mit dem Gruberhorn und dem Regenspitz bildet das Gennerhorn das markante Dreigestirn der Gemeinde Hintersee.

## Lage und Umgebung
Das Gennerhorn liegt an der Grenze der Gemeinden Abtenau und Hintersee in der Osterhorngruppe. Auf den Hochflächen um das Gennerhorn befinden sich mehrere Almen wie die Gruberalm und die Genneralm.

## Routen zum Gipfel
- Von der Genneralm, mittel, Aufstieg ca. 1¼ Stunden, 470 Höhenmeter[1]
- Überschreitung von Regenspitz, Gruberhorn und Gennerhorn als Rundtour, mittel, Dauer ca. 6 Stunden, 1230 Höhenmeter[2]